# 佐野常民

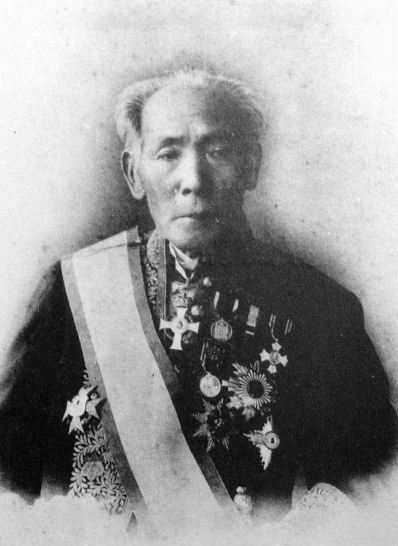
佐野常民

佐野 常民（日语：／ Sano Tsunetami；1823年2月8日—1902年12月7日），名荣寿、荣寿左衛門，幼名鱗三郎。日本佐賀藩武士、政治家。日本紅十字會創始人。

## 生平
歷任樞密顧問官、農商務大臣、大藏卿、元老院議長。勲一等。伯爵。「佐賀七賢」。子佐野常羽。